# 21 de outubro
21 de outubro é o 294.º dia do ano no calendário gregoriano (295.º em anos bissextos). Faltam 71 dias para acabar o ano.

## Eventos históricos

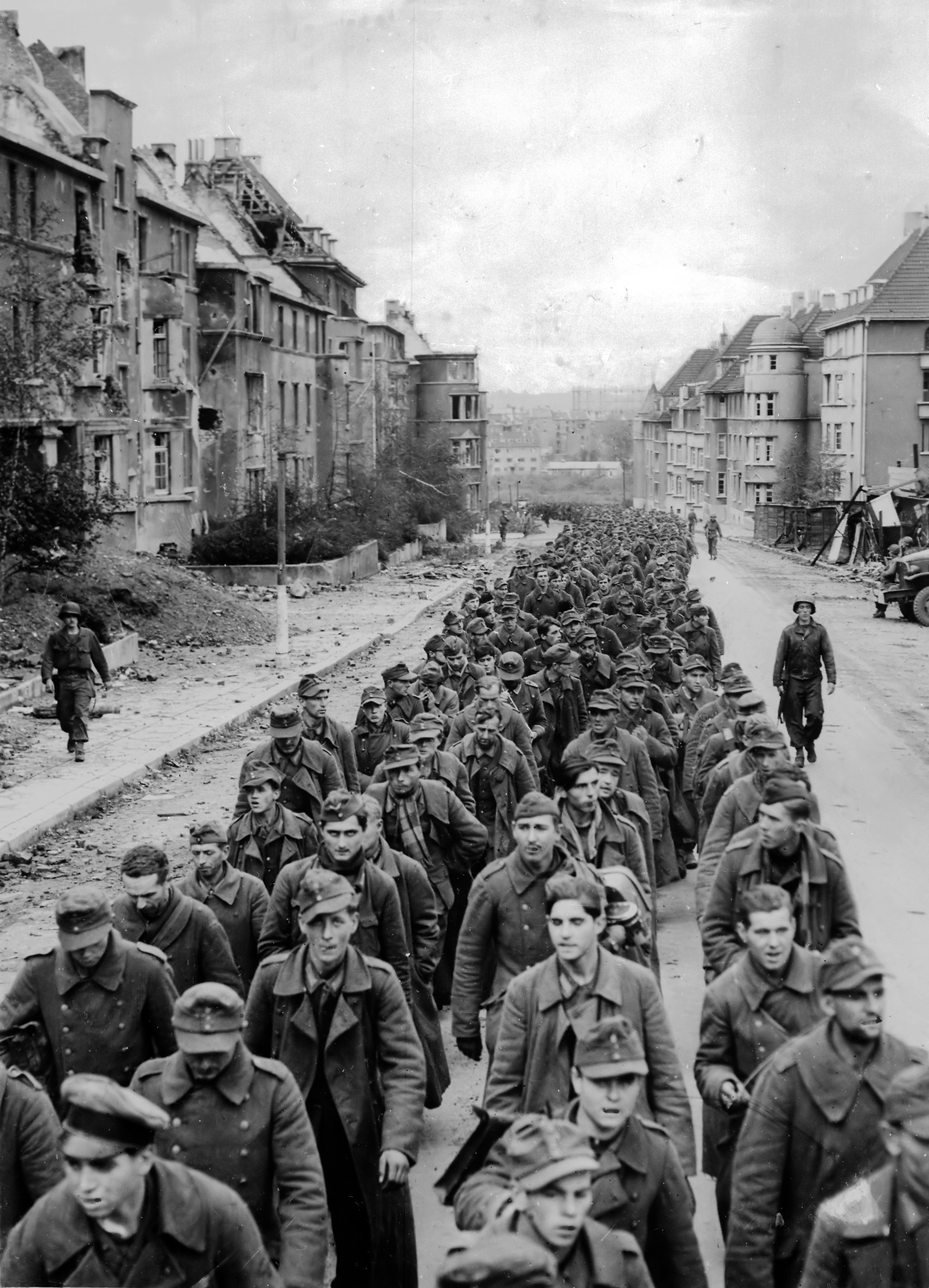
1944: A cidade de Aachen cai para as forças americanas

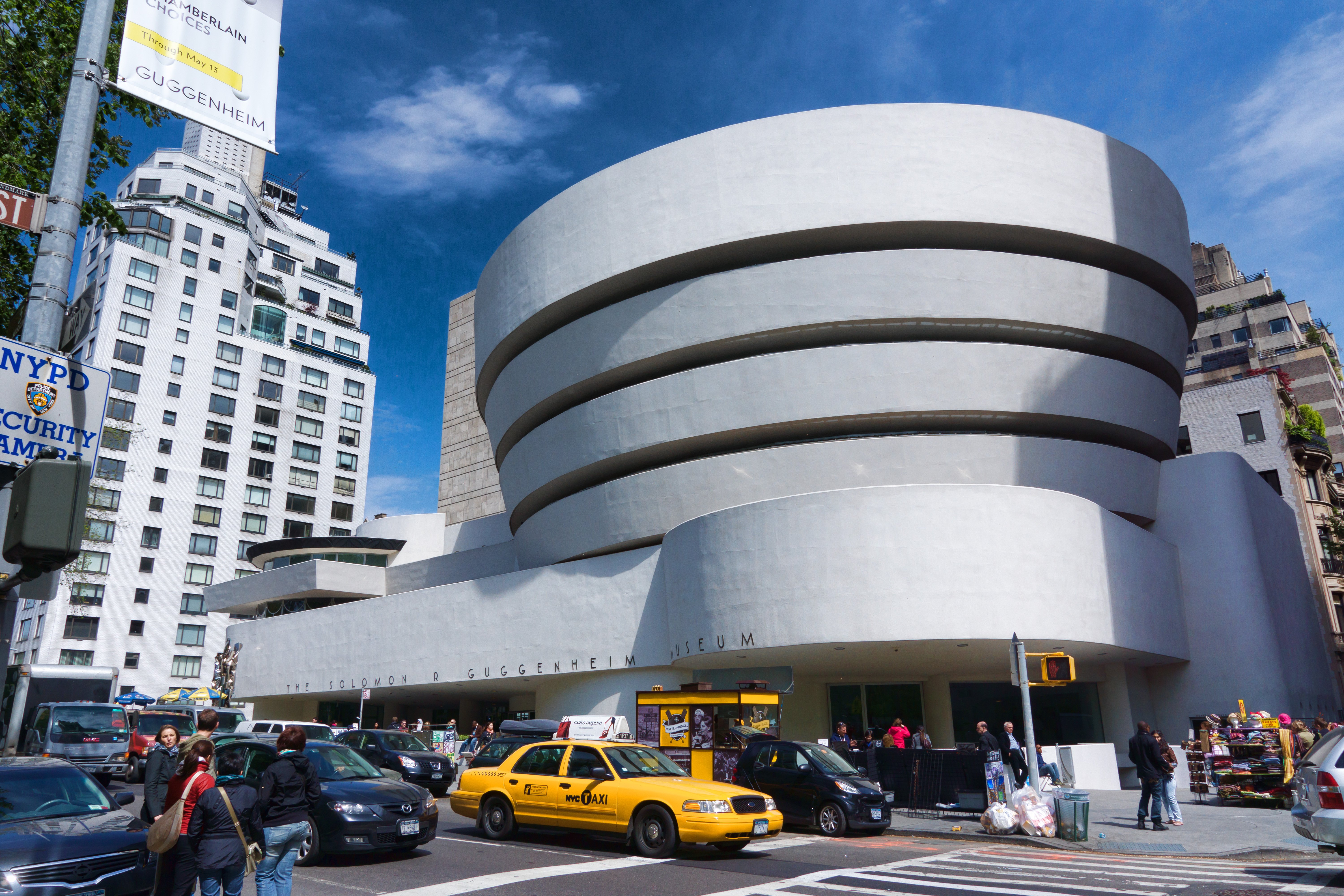
1959: O Museu Solomon R. Guggenheim é aberto ao público

- 1096 — Um exército turco seljúcida combate com sucesso a Cruzada Popular na Batalha de Civetot.
- 1097 — Primeira Cruzada: Os cruzados liderados por Godofredo de Bulhão, Boemundo de Taranto e Raimundo IV de Toulouse, iniciam o Cerco de Antioquia.
- 1147 — Termina o Cerco de Lisboa com a conquista da cidade.
- 1209 — Otão IV é coroado imperador do Sacro Império Romano-Germânico pelo Papa Inocêncio III.
- 1392 — O imperador japonês Go-Kameyama abdica em favor do requerente rival Go-Komatsu.
- 1512 — Martinho Lutero ingressa na faculdade de teologia da Universidade de Wittenberg.
- 1520
  - Fernão de Magalhães descobre um estreito agora conhecido como Estreito de Magalhães.
  - João Álvares Fagundes descobre as ilhas de Saint-Pierre e Miquelon, concedendo-lhes o nome original de "Ilhas das 11 000 Virgens".
- 1600 — Tokugawa Ieyasu derrota os líderes de clãs japoneses rivais na Batalha de Sekigahara e se torna xogum do Japão.
- 1797 — No porto de Boston, é lançada a fragata USS Constitution da Marinha dos Estados Unidos, com 44 canhões.
- 1805 — Guerras Napoleônicas: uma frota britânica liderada por Lord Nelson derrota uma frota combinada francesa e espanhola sob o comando do almirante Villeneuve.
- 1823 — Guerra de Independência do Brasil: Batalha Naval de Montevidéu está ligada ao Cerco de Montevidéu pelas forças brasileiras com o intuito de capturar o último reduto português na região Cisplatina.
- 1824 — O cimento Portland é patenteado.
- 1931 — Uma sociedade secreta do Exército Imperial Japonês lança uma tentativa abortada de golpe de Estado.
- 1838 — Criação do Instituto Histórico e Geográfico Brasileiro, que contou com o patronato do imperador Dom Pedro II.
- 1854 — Florence Nightingale e uma equipe de 38 enfermeiras são enviadas para a Guerra da Crimeia.
- 1879 — Thomas Edison solicita uma patente para seu projeto de uma lâmpada incandescente.
- 1892 — Realizadas as cerimônias de abertura da Exposição Mundial Colombiana em Chicago, mas devido a construção estar atrasada, ela só foi aberta para o público em 1 de maio de 1893.
- 1895 — Forças japonesas entraram em Tainan, capital de Taiwan dando início ao domínio japonês naquele país.
- 1907 — O terremoto de Qaratog de 1907 atinge as fronteiras do Uzbequistão e do Tajiquistão, matando entre 12 000 e 15 000 pessoas.
- 1912 — Primeira Guerra dos Balcãs: a marinha grega completa a captura da ilha de Lemnos para uso como base avançada.[1]
- 1940 — A primeira edição do romance de Ernest Hemingway Por quem os sinos dobram é publicada.
- 1943 — Segunda Guerra Mundial: o Governo Provisório da Índia Livre é formalmente estabelecido em Cingapura, ocupada pelos japoneses.
- 1944
  - Segunda Guerra Mundial: o primeiro ataque kamikaze danifica o HMAS Australia quando começa a Batalha do Golfo de Leyte.
  - Segunda Guerra Mundial: a cidade de Aachen cai para as forças americanas após três semanas de luta, tornando-a a primeira cidade alemã a cair para os Aliados.
- 1945 — As francesas votam pela primeira vez durante as eleições legislativas francesas de 1945.
- 1947 — O Brasil rompe relações diplomáticas com a União Soviética.[2]
- 1956 — A Revolta dos Mau-Mau no Quênia é sufocada.
- 1959
  - Na cidade de Nova Iorque, o Museu Solomon R. Guggenheim é aberto ao público.
  - O Presidente Eisenhower aprova a transferência de todas as atividades relacionadas ao espaço do Exército dos Estados Unidos para a NASA, incluindo a maior parte da Agência de Mísseis Balísticos do Exército.
- 1960 — É lançado o HMS Dreadnought (S101), o primeiro submarino de propulsão nuclear da Marinha do Reino Unido.
- 1966 — Um flanco superior de mina de carvão desmorona na vila de Aberfan, no País de Gales, matando 144 pessoas, principalmente crianças em idade escolar.
- 1969 — O golpe de Estado na Somália em 1969 estabelece uma administração marxista-leninista.
- 1978 — O piloto civil australiano Frederick Valentich desaparece no Estreito de Bass, ao sul de Melbourne, depois de relatar contato com uma aeronave não identificada.
- 1979 — Moshe Dayan renuncia ao governo israelense por causa de fortes discordâncias com o primeiro-ministro Menachem Begin sobre a política em relação aos árabes.
- 1981 — Andreas Papandreou torna-se primeiro-ministro da Grécia, encerrando um sistema de poder de quase 50 anos de domínio das forças conservadoras.
- 1983 — O metro é definido como a distância que a luz viaja no vácuo em 1/299 792 458 de um segundo.
- 1984 — Ditadura Militar: uma explosão ocorreu em um comitê da Aliança Democrática, em Porto Alegre, no da campanha presidencial que daria início à abertura política. Tancredo Neves minimizou o fato.
- 1986
  - No Líbano, sequestradores pró-Irã afirmam ter sequestrado o escritor americano Edward Tracy (ele é libertado em agosto de 1991).
  - Independência das Ilhas Marshall.
- 1994 — Em Seul, Coreia do Sul, 32 pessoas morrem quando uma extensão da Ponte Seongsu cai.
- 2005 — Imagens do planeta anão Éris são tiradas e posteriormente usadas na documentação de sua descoberta.
- 2008 — É lançado o sistema operacional móvel Android.
- 2020 — Sonda OSIRIS-REx pousa e coleta uma amostra do asteroide Bennu.[3][4][5]

## Nascimentos

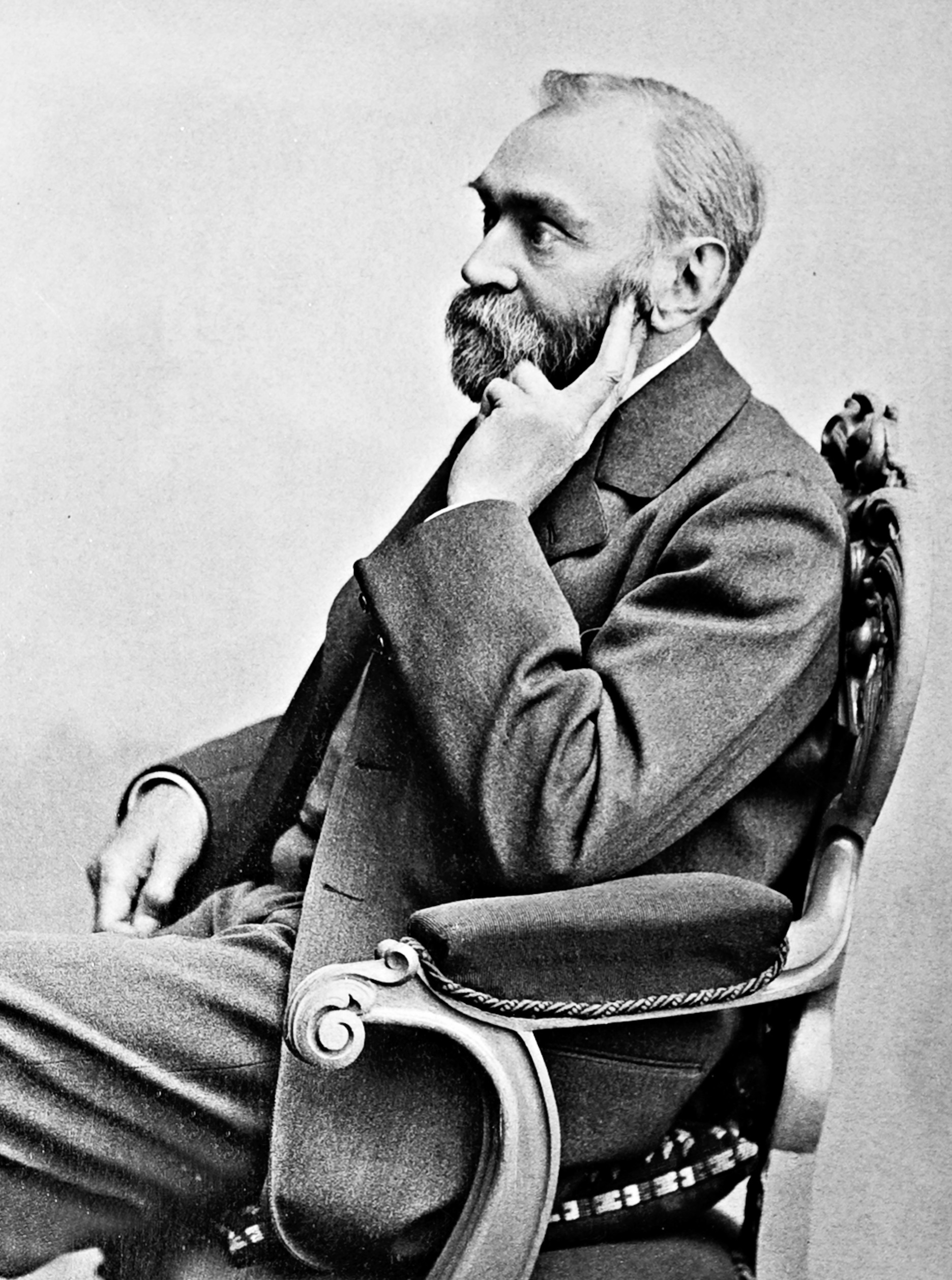
Alfred Nobel

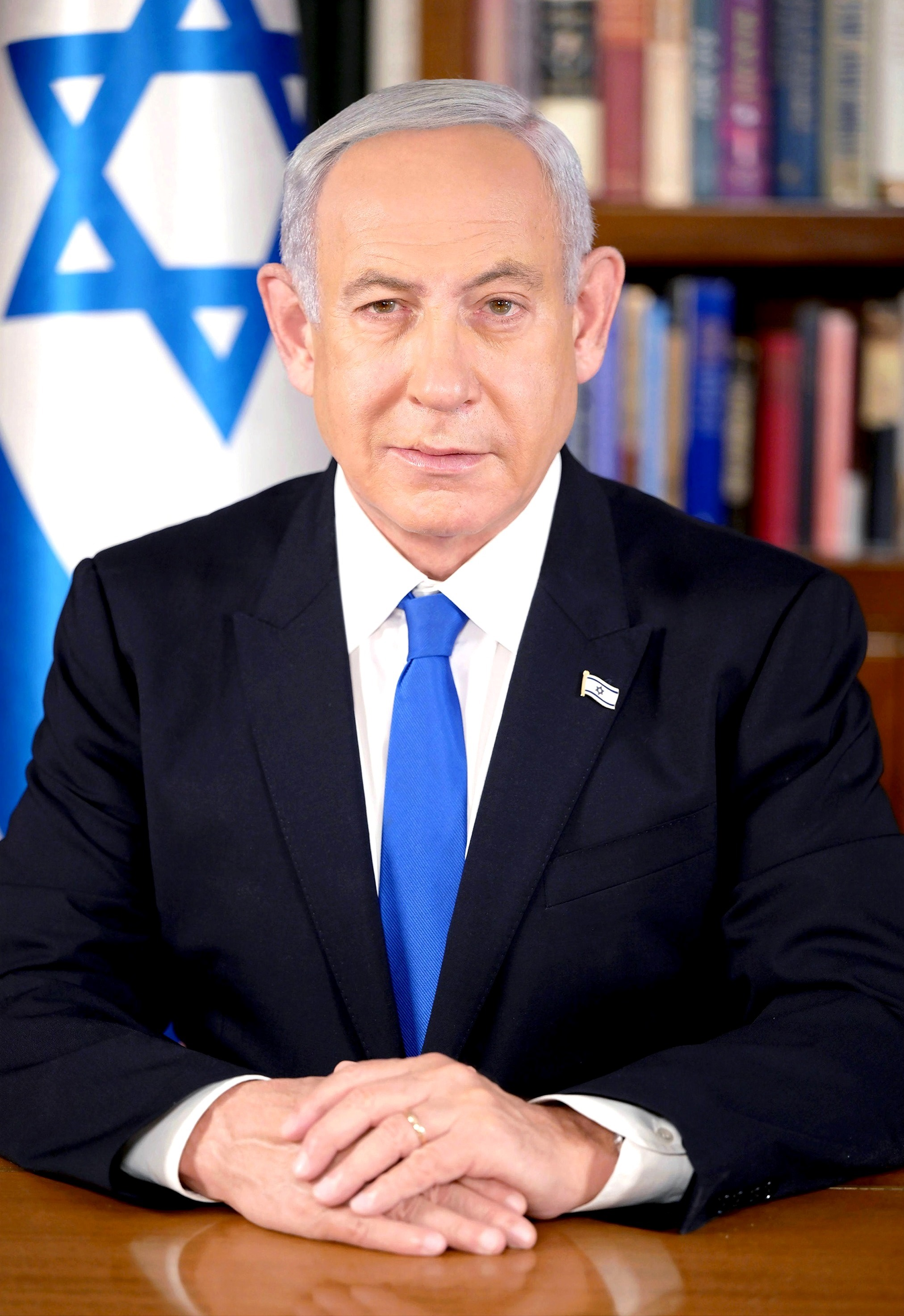
Benjamin Netanyahu

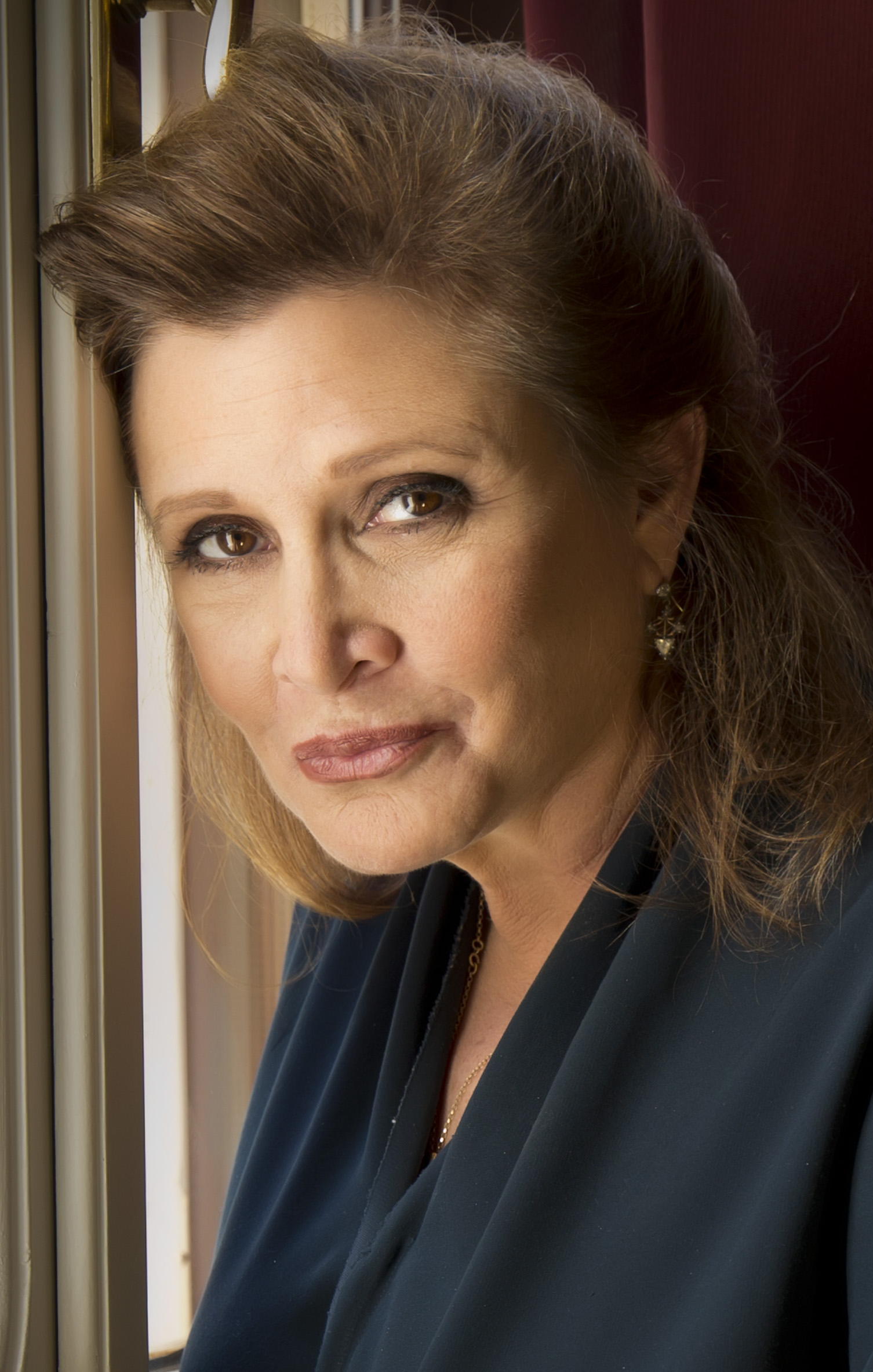
Carrie Fisher

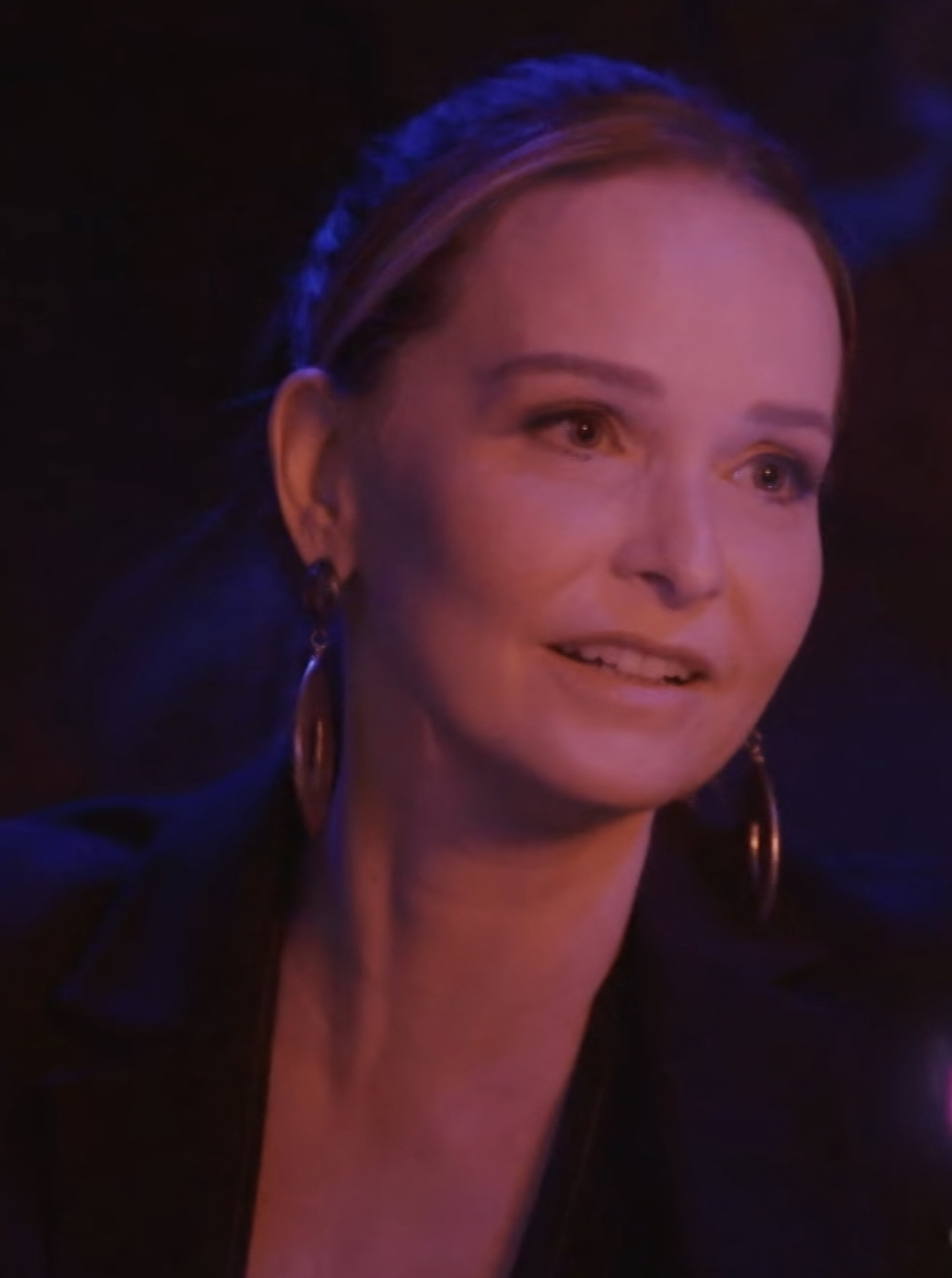
Fernanda Rodrigues

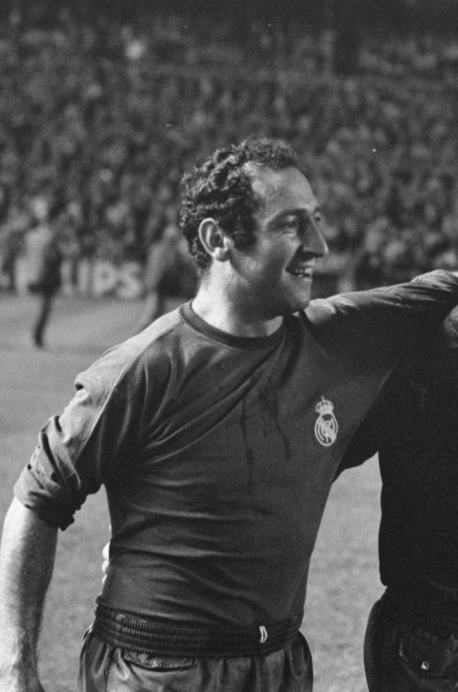
Francisco Gento

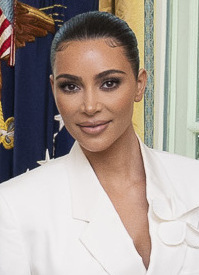
Kim Kardashian

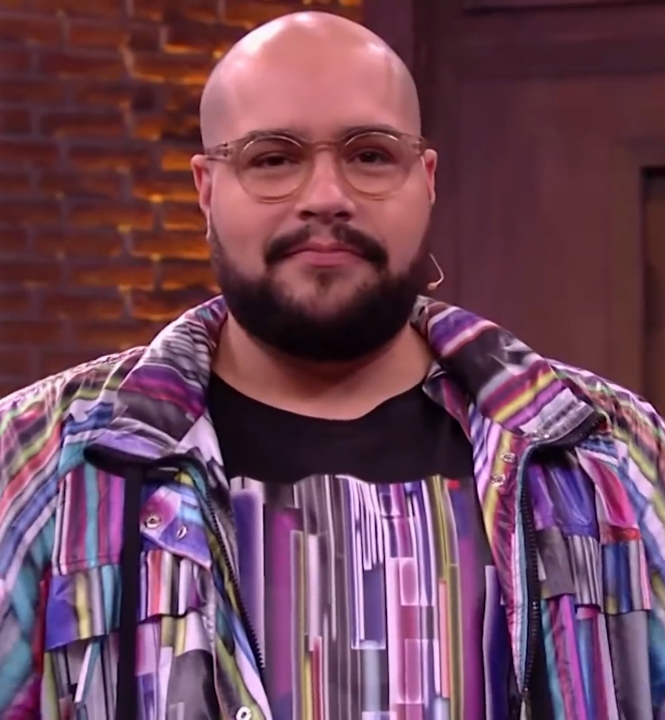
Tiago Abravanel

### Anterior ao século XIX
- 1449 — Jorge, Duque de Clarence (m. 1478).
- 1536 — Joaquim Ernesto, Príncipe de Anhalt (m. 1586).
- 1581 — Domenico Zampieri, pintor italiano (m. 1641).
- 1675 — Higashiyama, imperador do Japão (m. 1710).
- 1699 — Ana Maria de Liechtenstein, princesa de Liechtenstein (m. 1753).
- 1775 — Giuseppe Baini, crítico de música e compositor italiano (m. 1844).
- 1790 — Alphonse de Lamartine, poeta francês (m. 1869).

### Século XIX
- 1817 — Wilhelm Georg Friedrich Roscher, economista alemão (m. 1894).
- 1823 — Gaston d'Audiffret-Pasquier, político francês (m. 1905).
- 1833 — Alfred Nobel, químico sueco (m. 1896).
- 1861 — Manuel Said Ali Ida, filólogo brasileiro (m. 1953).
- 1872 — Francisca Praguer Fróes, médica e feminista brasileira (m. 1931).
- 1874 — Henri Guisan, general suíço (m. 1960).
- 1876 — Madre Francisca Peeters, religiosa católica e educadora belga (m. 1973).
- 1886 — Eugene Ely, aviador norte-americano (m. 1911).

### Século XX

#### 1901–1950
- 1911 — Berta Cardoso, cantora portuguesa (m. 1997).
- 1914 — Martin Gardner, escritor estados-unidense (m. 2010).
- 1917
  - Dizzy Gillespie, trompetista, cantor e compositor norte-americano (m. 1993).
  - Lindanor Celina, escritora brasileira (m. 2003).
- 1921 — Malcolm Arnold, compositor britânico (m. 2006).
- 1925 — Celia Cruz, cantora cubana (m. 2003).
- 1928 — José Maria Pedroto, treinador e futebolista português (m. 1985).
- 1929 — Walter Hugo Khouri, cineasta brasileiro (m. 2003).
- 1931 — Vivian Pickles, atriz inglesa.
- 1933 — Francisco Gento, futebolista espanhol (m. 2022).
- 1943 — Tariq Ali, escritor e historiador paquistanês.
- 1946 — Lux Interior, músico norte-americano (m. 2009).
- 1949
  - Antônio Francisco Teixeira de Melo, cordelista brasileiro.
  - Benjamin Netanyahu, político israelense.

#### 1951–2000
- 1953
  - Keith Green, músico, cantor, compositor, evangelista norte-americano (m. 1982).
  - Peter Mandelson, político britânico.
  - Lillian Witte Fibe, jornalista brasileira.
- 1956 — Carrie Fisher, atriz estadunidense (m. 2016).
- 1957 — Wolfgang Ketterle, físico alemão.
- 1958 — Andre Geim, físico neerlandês.
- 1963 — Marisa Orth, atriz brasileira.
- 1965
  - Clóvis de Barros Filho, jornalista, filósofo e professor brasileiro.
  - Ion Andoni Goikoetxea, treinador e ex-futebolista espanhol.
- 1967
  - Alcindo Sartori, futebolista brasileiro.
  - Paul Ince, futebolista e treinador de futebol britânico.
- 1973 — Lera Auerbach, compositor russo.
- 1975 — Henrique Hilário, futebolista português.
- 1976
  - Carla Cabral, atriz brasileira.
  - Lavinia Miloşovici, ginasta romena.
- 1979 — Fernanda Rodrigues, atriz brasileira.
- 1980 — Kim Kardashian, atriz, modelo e socialite norte-americana.
- 1981
  - Roman Rusinov, automobilista russo.
  - Nemanja Vidić, futebolista sérvio.
- 1982
  - Matt Dallas, ator norte-americano.
  - Marquinhos, futebolista brasileiro.
  - Lee Chong Wei, jogador de badminton malaio.
- 1983 — Alison, futebolista brasileiro.
- 1984 — Kieran Richardson, futebolista britânico.
- 1985 — Aisha Jambo, atriz brasileira.
- 1986 — Christopher von Uckermann, ator e cantor mexicano.
- 1987 — Tiago Abravanel, ator e cantor brasileiro.
- 1989 — Sam Vokes, futebolista britânico.
- 1990 — Ricky Rubio, jogador de basquete espanhol.
- 1993 — Käärijä, cantor e compositor finlandês.
- 1999 — Sara Carreira, cantora portuguesa (m. 2020).
- 2000 — Mima Ito, mesa-tenista japonesa.

## Mortes

### Anterior ao século XIX
- 1125 — Cosme de Praga, padre e historiador boêmio (n. 1045).
- 1221 — Alice de Thouars, Duquesa da Bretanha (n. 1200).
- 1266 — Birger Jarl, nobre sueco (n. 1210).
- 1422 — Carlos VI de França (n. 1368).
- 1755 — Casimiro de São José Wyszynski, beato polaco (n. 1700).

### Século XIX
- 1805 — Horatio Nelson, almirante britânico (n. 1758).
- 1862 — Mary Pelham, Condessa de Chichester (n. 1776).
- 1889 — Visconde de Mauá, industrial e político brasileiro. (n. 1813).

### Século XX
- 1969 — Jack Kerouac, escritor britânico (n. 1922).
- 1979 — Alziro Zarur, radialista brasileiro (n. 1914).
- 1980 — Hans Asperger, psiquiatra austríaco (n. 1906).
- 1984 — François Truffaut, diretor de cinema francês (n. 1932).

### Século XXI
- 2003 — Elliott Smith, músico norte-americano (n. 1969).
- 2006 — Waldemar Lopes, poeta brasileiro (n. 1911).
- 2011 — Edmundo Ros, músico trinitário (n. 1910).
- 2020 — Arolde de Oliveira, político e militar brasileiro (n. 1937).
- 2023 — Bobby Charlton, ex-futebolista inglês (n. 1937).
- 2024 — Paul Di'Anno, cantor e compositor inglês (n. 1958).

## Feriados e eventos cíclicos

### Internacional
- Dia Internacional da Mulher-Maravilha
- Dia Internacional da Maçã

### Brasil
- Dia do Podcast
- Dia da Iluminação
- Dia do Contato Publicitário
- Dia do Despachante Público
- Dia Nacional da Alimentação na Escola
- Dia do Ecumenismo
- Aniversário do Município de Caldas Novas, Goiás

### Cristianismo
- Auta de Colônia
- Carlos I da Áustria
- Gaspar del Bufalo
- Giuseppe Puglisi
- Laura Montoya
- Úrsula de Colônia

## Outros calendários
- No calendário romano era o 12.º dia (XII) antes das calendas de novembro.
- No calendário litúrgico tem a letra dominical G para o dia da semana.
- No calendário gregoriano a epacta do dia é ii.